# Космос-929
Космос-929 (ТКС № 16101) також відомий як ТКС-1 — безпілотний космічний апарат транспортного корабля постачання (ТКС).
Перший транспортний корабель постачання (ТКС) під шифром «Космос-929» був виведений на орбіту 17 липня 1977 року ракетою-носієм «Протон-К» в рамках льотно-конструкторських випробувань. Його орбітальний політ тривав впродовж 30 діб, потім 17 серпня за командою з Землі було виконано відділення і спуск апарата, що повертається (СА), а політ функціонально-вантажного блоку (ФГБ) тривав ще 211 діб.
Впродовж усього польоту виконувалася перевірка працездатності систем, технічні експерименти, відпрацювання ВА і його спуск на Землю, випробування ФВБ в автономному польоті і 3 лютого 1978 року здійснено його керований спуск в акваторію океану в заданому районі.